# عین حجر (استان سعیده)
عین حجر (استان سعیده) (به عربی: عین الحجر) یک شهرداری در الجزایر است که در استان سعیده واقع شده‌است.